# Пір-Кола-Чаг
Пір-Кола-Чаг (перс. پيركلاچاه) — село в Ірані, у дегестані Ховме, в Центральному бахші, шагрестані Решт остану Ґілян. За даними перепису 2006 року, його населення становило 1427 осіб, що проживали у складі 410 сімей.

## Клімат
Середня річна температура становить 15,85°C, середня максимальна – 30,16°C, а середня мінімальна – 0,65°C. Середня річна кількість опадів – 1211 мм.
| Клімат поселення                              | Клімат поселення | Клімат поселення | Клімат поселення | Клімат поселення | Клімат поселення | Клімат поселення | Клімат поселення | Клімат поселення | Клімат поселення | Клімат поселення | Клімат поселення | Клімат поселення | Клімат поселення |
| Показник                                      | Січ.             | Лют.             | Бер.             | Квіт.            | Трав.            | Черв.            | Лип.             | Серп.            | Вер.             | Жовт.            | Лист.            | Груд.            |                  |
| Середній максимум, °C                         | 11,05            | 11,65            | 14,34            | 20,20            | 24,56            | 28,63            | 30,16            | 29,90            | 26,58            | 21,88            | 16,73            | 12,30            |                  |
| Середня температура, °C                       | 5,86             | 6,45             | 9,12             | 15,00            | 19,36            | 23,43            | 25,76            | 25,48            | 22,15            | 17,46            | 12,31            | 7,87             |                  |
| Середній мінімум, °C                          | 0,65             | 1,24             | 3,92             | 9,78             | 14,16            | 18,22            | 21,33            | 21,07            | 17,72            | 13,04            | 7,88             | 3,46             |                  |
| Норма опадів, мм                              | 123              | 98               | 89               | 52               | 51               | 37               | 35               | 66               | 134              | 198              | 175              | 153              |                  |
| Середньомісячна швидкість вітру, м/с          | 2.13             | 2.40             | 2.34             | 2.30             | 2.30             | 2.58             | 2.58             | 2.47             | 2.09             | 2.00             | 2.10             | 2.02             |                  |
| Середньомісячна сонячна радіація, кДж/м²·день | 6681             | 8803             | 10841            | 15501            | 19405            | 20559            | 20496            | 17693            | 15367            | 10674            | 8464             | 6498             |                  |
| --------------------------------------------- | ---------------- | ---------------- | ---------------- | ---------------- | ---------------- | ---------------- | ---------------- | ---------------- | ---------------- | ---------------- | ---------------- | ---------------- | ---------------- |
| Джерело:                                      |                  |                  |                  |                  |                  |                  |                  |                  |                  |                  |                  |                  |                  |